# Huiwan (sockenhuvudort i Kina, Hubei Sheng, lat 32,14, long 109,82)
Huiwan (kinesiska: 汇湾, 汇湾乡) är en sockenhuvudort i Kina. Den ligger i provinsen Hubei, i den centrala delen av landet, omkring 460 kilometer väster om provinshuvudstaden Wuhan. Antalet invånare är 13 541. Befolkningen består av 6 093 kvinnor och 7 448 män. Barn under 15 år utgör 14,0 %, vuxna 15-64 år 74 %, och äldre över 65 år 10,0 %.
Runt Huiwan är det ganska tätbefolkat, med 96 invånare per kvadratkilometer. Närmaste större samhälle är Shuiping, 18,2 km norr om Huiwan. I omgivningarna runt Huiwan växer i huvudsak blandskog.
Genomsnittlig årsnederbörd är 1 072 millimeter. Den regnigaste månaden är september, med i genomsnitt 177 mm nederbörd, och den torraste är december, med 5 mm nederbörd.